# Stockholm Water Prize

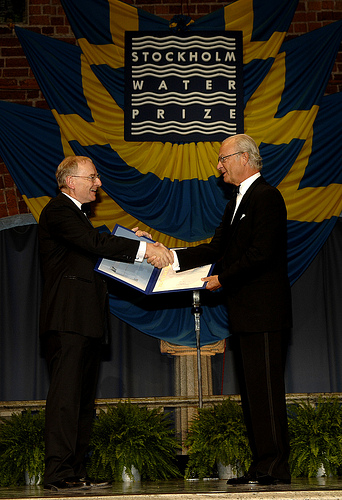
International Water Management Institute mottar priset från Carl XVI Gustaf år 2012.

Stockholm Water Prize är ett internationellt vattenmiljöpris som delas ut årligen av Stockholm Water Foundation och administreras av Stockholm International Water Institute (SIWI). Priset kan ges till en forskare, organisation eller institution som genom vetenskaplig, teknisk forskning eller genom konkreta resultat lämnat ett väsentligt bidrag till bevarandet av världens vattenresurser.
Syftet med priset är att främja intresset för forskning och utveckling inom det globala vattenområdet genom att hedra framstående initiativ för att bevara jordens vattenresurser. Prissumman uppgår till 150 000 US-dollar.
Första priset delades ut 1991. En internationell nomineringskommitté bestående av nio personer utsedda av Kungliga Vetenskapsakademien överser prisnomineringarna. Vinnaren utses av Stockholm Water Foundations styrelse. 
Pristagaren annonseras årligen på världsvattendagen den 22 mars. Den svenska kungen, Carl XVI Gustaf, är beskyddare av priset och överlämnar detta vid en högtidlig ceremoni i Stockholms stadshus i augusti/september under World Water Week in Stockholm.

## Pristagare
- 1991 David W. Schindler, Kanada
- 1992 Institutionen för miljö och resurser vid Danmarks tekniska universitet, Danmark
- 1993 Madhav Atmaram Chitale, Indien
- 1994 Takeshi Kubo, Japan
- 1995 Water Aid, Storbritannien
- 1996 Jörg Imberger, Australien
- 1997 Peter S. Eagleson, USA
- 1998 Gedeon Dagan, Israel
- 1999 Werner Stumm, Schweiz och James J. Morgan, USA
- 2000 Kader Asmal, Sydafrika
- 2001 Takashi Asano, USA
- 2002 Ignacio Rodríguez Iturbe, USA
- 2003 Peter A. Wilderer, Tyskland
- 2004 Sven Erik Jørgensen, Danmark och William J. Mitsch, USA
- 2005 Centre for Science and Environment, New Delhi, Indien
- 2006 Asit K. Biswas, Kanada
- 2007 Perry L. McCarty, USA
- 2008 John Anthony Allan, Storbritannien
- 2009 Bindeshwar Pathak, Indien
- 2010 Rita Colwell, USA
- 2011 Stephen R. Carpenter, USA
- 2012 International Water Management Institute (IWMI), Sri Lanka
- 2013 Peter Morgan, Zimbabwe
- 2014 John Briscoe, Sydafrika
- 2015 Shri Rajendra Singh, Indien
- 2016 Joan Rose, USA
- 2017 Stephen McCaffrey, USA
- 2018 Bruce Rittmann, USA och Mark van Loosdrecht, Nederländerna
- 2019 Jackie King, Sydafrika
- 2020 John Cherry, Kanada
- 2021 Sandra Postel, USA
- 2022 Wilfried Brutsaert, Belgien/USA
- 2023 Andrea Rinaldo, Italien[2]